# Indis Beaver Creek
Els Indis Beaver Creek són una tribu reconeguda estatalment situada a Carolina del Sud, Estats Units. Aconseguiren el reconeixement estatal el 27 de gener de 2006 i estan buscant el reconeixement federal. La tribu es va organitzar formalment com una organització sense ànim de lucre el 1998 per buscar el reconeixement oficial.
Les persones que es van registrar a les terres històriques són entre les dues forques del riu Edisto al comtat d'Orangeburg, i sobretot al llarg de Beaver Creek. Els relats històrics documenten la tribu en aquesta zona des del segle xviii. La majoria dels membres de la tribu viuen a la zona. Tradicionalment han estat agricultors (és una zona rural) o han cercat llocs de treball en la comunitat local.
La família lingüística històrica de la tribu era la siouan, una de les principals llengües connectada amb altres tribus de la regió del Piedmont com els pee dee i catawbes. Avui en dia tots els membres parlen anglès. Els cognoms comuns en la tribu són: Chavis, Hutto, Williams, Barr, Bolin, Jackson, Huffman i Gleaton.

## Govern
La tribu és governada per un cap (Louie Chavis), un Vice Cap (Kenneth Adams), i un consell tribal electe de nou membres. Un Consell de Savis de cinc membres també ofereix consulta i assessorament. L'actual seu de la tribu està a la ciutat de Salley (Carolina del Sud).

## Lazarus Chavis
Lazarus Chavis (n. 1767 - m. després de 1830) ha estat identificat com el primer avantpassat conegut de la tribu. Ell i els seus descendents són les figures centrals de la història, la identitat de la tribu, i la genealogia. La documentació de la seva vida en nombroses fonts va activar la tribu per aconseguir el reconeixement de l'Estat en el segle xxi, ja que els registres van mostrar que va ser identificat com a amerindi. Això va proporcionar una prova que el poble tenia una continuïtat de la identitat cultural i ètnica després de la Revolució Americana i a través del temps.
Chavis va viure durant un temps en què els nadius americans van ser tractats malament, i la majoria dels que romanien a Carolina del Sud es van quedar sense terres després que les poblacions van ser delmades per les malalties infeccioses, l'esclavitud i la guerra a l'època colonial anglesa. Mentre que alguns nadius americans negaren o tractaren d'ocultar la seva ètnia per tal d'assimilar-se a la cultura de la majoria, ell es va identificar obertament com indi. Ell va ser registrat com a tal en nombrosos documents legals. Els registres indiquen que serví a la Guerra d'Independència dels Estats Units i va rebre una pensió pel servei militar. També apareix en el primer dens federal dels Estats Units de 1790 i en cada cens fins a 1830.
Com que el seu origen ètnic amerindi està documentat a través de fonts múltiples i no relacionades, la seva vida demostra la continuïtat de la identitat a través de la història colonial i republicana. Aquesta documentació va ser crítica per aconseguir el reconeixement de l'estat de la tribu al segle XXI. Chavis va ser el fonament de l'existència legal de la tribu, que ha arribat a definir l'abast i els límits de la seva ascendència. Avui es defineix com l'avantpassat comú de tots els membres de la tribu. Per a ser un membre de la tribu, un individu ha de demostrar descendència directa de Chavis.